# 안성 구포동성당
안성 구포동성당(安城 九苞洞聖堂)은 대한민국 경기도 안성시에 있는 대한제국시대의 천주교 성당 건물이다. 1985년 6월 28일 경기도의 기념물 제82호로 지정되었다.

## 개요
안성시 구포동에 있는 천주교 성당이다.
앞면 3칸·옆면 9칸으로 되어 있으며, 종탑부에는 3개의 뾰족한 탑이 있는데, 가운데는 끝이 8각형으로 변형되었고, 양쪽의 것은 사각뿔로 되어있다. 현재 건물은 보개면 신안리에 있던 동안강당의 한옥 재료인 목조기둥·서까래·기와 등을 사용해 만든 것으로, 건물의 내부장식이 서양식인 반면 구조와 외곽은 전통적인 목조건축 양식을 채택하고 있다.
광무 5년(1901) 프랑스 신부인 꽁베르(한국이름 공안국)가 지은 것으로, 1922년에 새로 고쳤으며, 1955년에는 건물 앞면 입구와 종탑을 로마네스크 풍의 벽돌 성당건축으로 고쳐 세웠다.
가톨릭 성당 건축을 짓기 시작하던 초기 단계의 건축을 보여주는 예로, 한식과 양식이 절충되어 있다.

## 참고 자료
- 안성구포동성당 - 국가유산청 국가유산포털